# KV54
KV54 (Kings’ Valley no. 54) ist ein altägyptische Grab mit der Nummer 54 im Tal der Könige, das aufgrund der Fundstücke in die Zeit nach Tutanchamuns Tod datiert werden konnte. Es wird auch als „Balsamierungsdepot“ bezeichnet, da sich Balsamierungsmaterialien, verschiedene Begräbnisutensilien und andere Objekte fanden.

## Lage und Entdeckung
Das Grab befindet sich in der Nähe von KV18, dem Grab von Ramses X. (20. Dynastie).
Edward R. Ayrton, der von 1905 bis 1908 für den US-amerikanischen Rechtsanwalt Theodore M. Davis grub, entdeckte KV54 im Dezember 1907. Die Ausgrabungen dauerten bis 1908 an.

## Architektur
Obwohl Davis KV54 für ein Grab hielt, handelt es sich hierbei nicht um ein Grab im üblichen Sinne, sondern um eine kleine, flache Grube, die in der Literatur allgemein als „Balsamierungsdepot Tutanchamuns“ (Embalming Cachette) bezeichnet wird. Herbert E. Winlock beschrieb den Inhalt der Grube 1941 in Materials used at the embalming of King Tūt-ʼAnkh-Amūn. Es ist undekoriert und seine Gesamtgröße beträgt lediglich circa zwei Quadratmeter.

## Das Depot und die Funde
Das Depot wurde nach dem Tod Tutanchamuns als Lagerstätte für dessen Einbalsamierungsmaterial und Begräbnisutensilien benutzt. Da sich aber zudem noch Anderes in KV54 fand, das in keiner Verbindung zu einem Begräbnis stand, kamen die Ägyptologen zu dem Ergebnis, dass hierher auch Gegenstände gebracht worden waren, die sich ursprünglich im Gang seines Grabes befunden hatten. Nachdem das Grab Tutanchamuns (KV62) zweimal beraubt worden war, wurden diese Gegenstände in KV54 deponiert, bevor der Korridor des Königsgrabes selbst wieder mit Geröll angefüllt, verschlossen und versiegelt wurde. Die Überreste der Beerdigungszeremonie ließen den Schluss zu, dass bei der Bestattung des Königs acht Personen anwesend gewesen sein mussten.
Nicholas Reeves zufolge fand Ayrton folgende Gegenstände: 50 Beutel mit Natron, 180 Mumienbinden, 72 Opferschalen, Vorratskrüge, die auf kleinen Tonsiegeln den Thronnamen Tutanchamuns (Neb-cheperu-Re) trugen, Leinenfragmente mit hieratischer Schrift versehenen Etiketten aus dem 6. und 8. Regierungsjahr Tutanchamuns sowie zahlreiche Tierknochen, die wohl vom Leichenschmaus übrig geblieben waren, einige verwelkte Blumenkränze, Skarabäen und schließlich eine kleine vergoldete Totenmaske aus Kartonage, die vermutlich von einem der beiden Föten aus Tutanchamuns Grab stammt. Howard Carter erwähnt zudem, dass auch Tonsiegel mit dem Abdruck der Totenstadt gefunden wurden.
Fast alle Fundstücke befinden sich heute im Metropolitan Museum of Art in New York. Diese wurden 1923 von Herbert E. Winlock ausgewertet und das Ergebnis 1941 in New York unter dem Titel Materials Used at the Embalming of Tut-ankh-amun veröffentlicht. Die kleine vergoldete Totenmaske aus Kartonage befindet sich hingegen im Ägyptischen Museum in Kairo und trägt die Inventar-Nr. JE 39711.

Fundstücke im Metropolitan Museum of Art (New York)
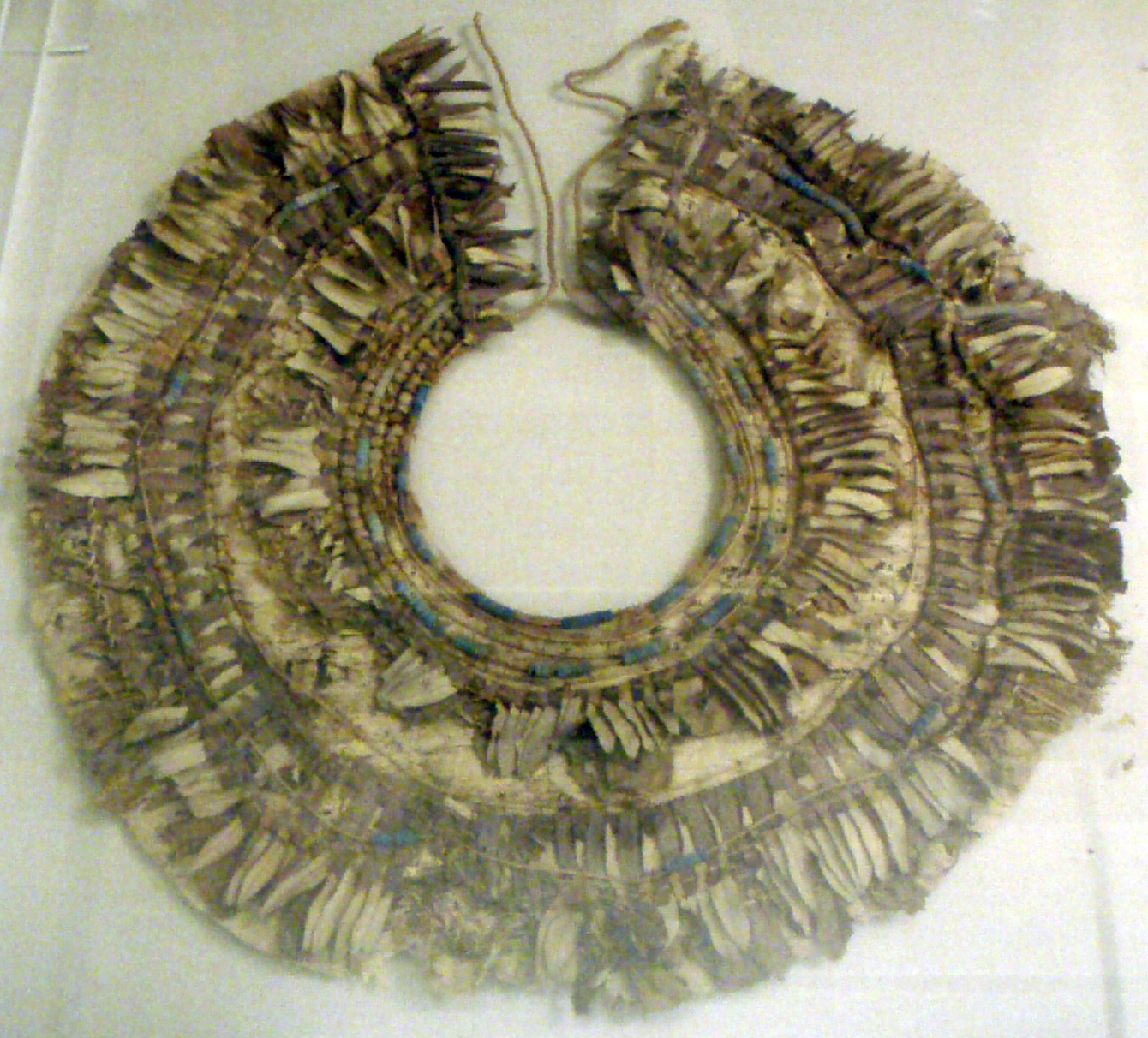
Blumenkragen
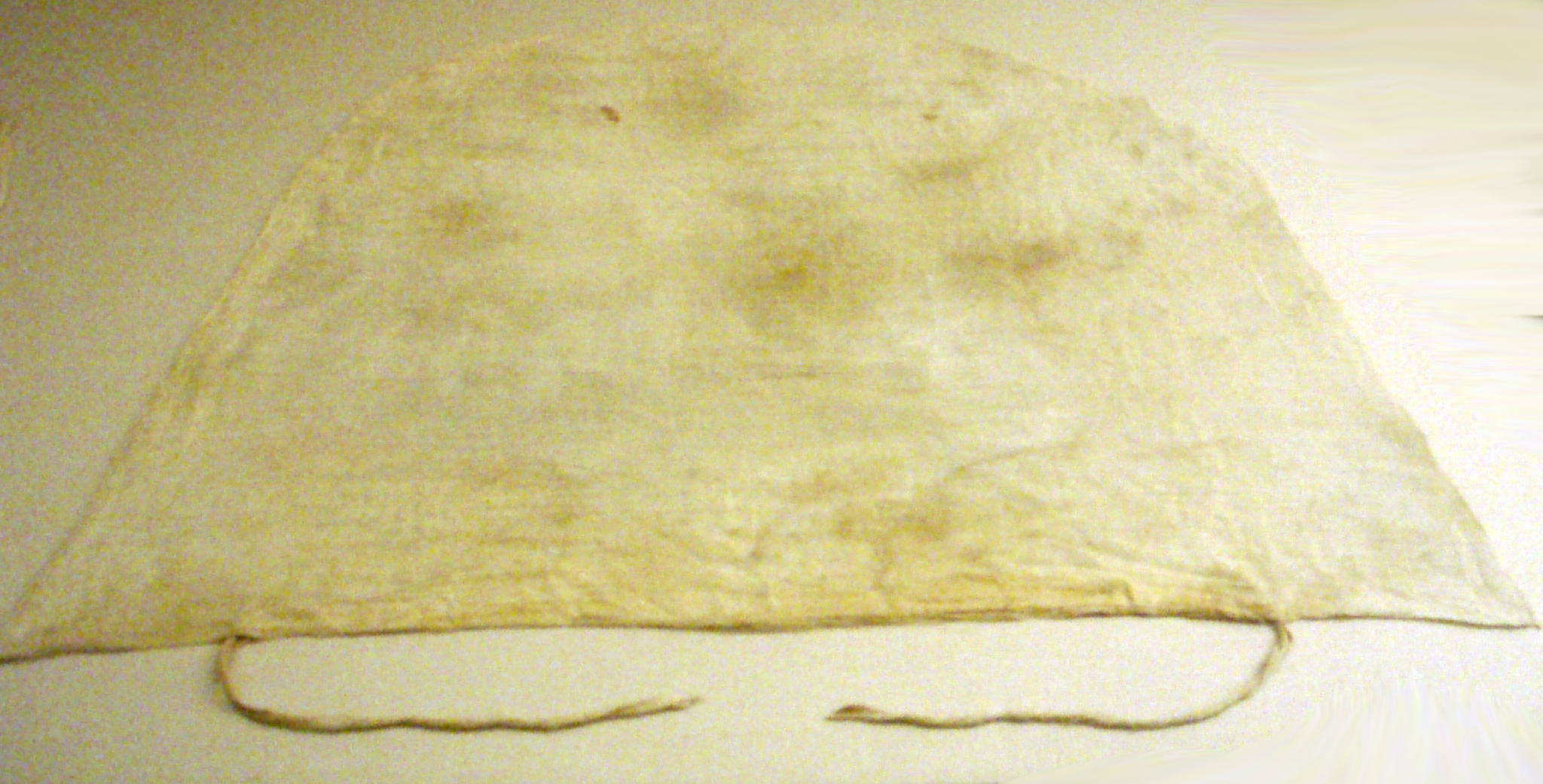
Leinentuch
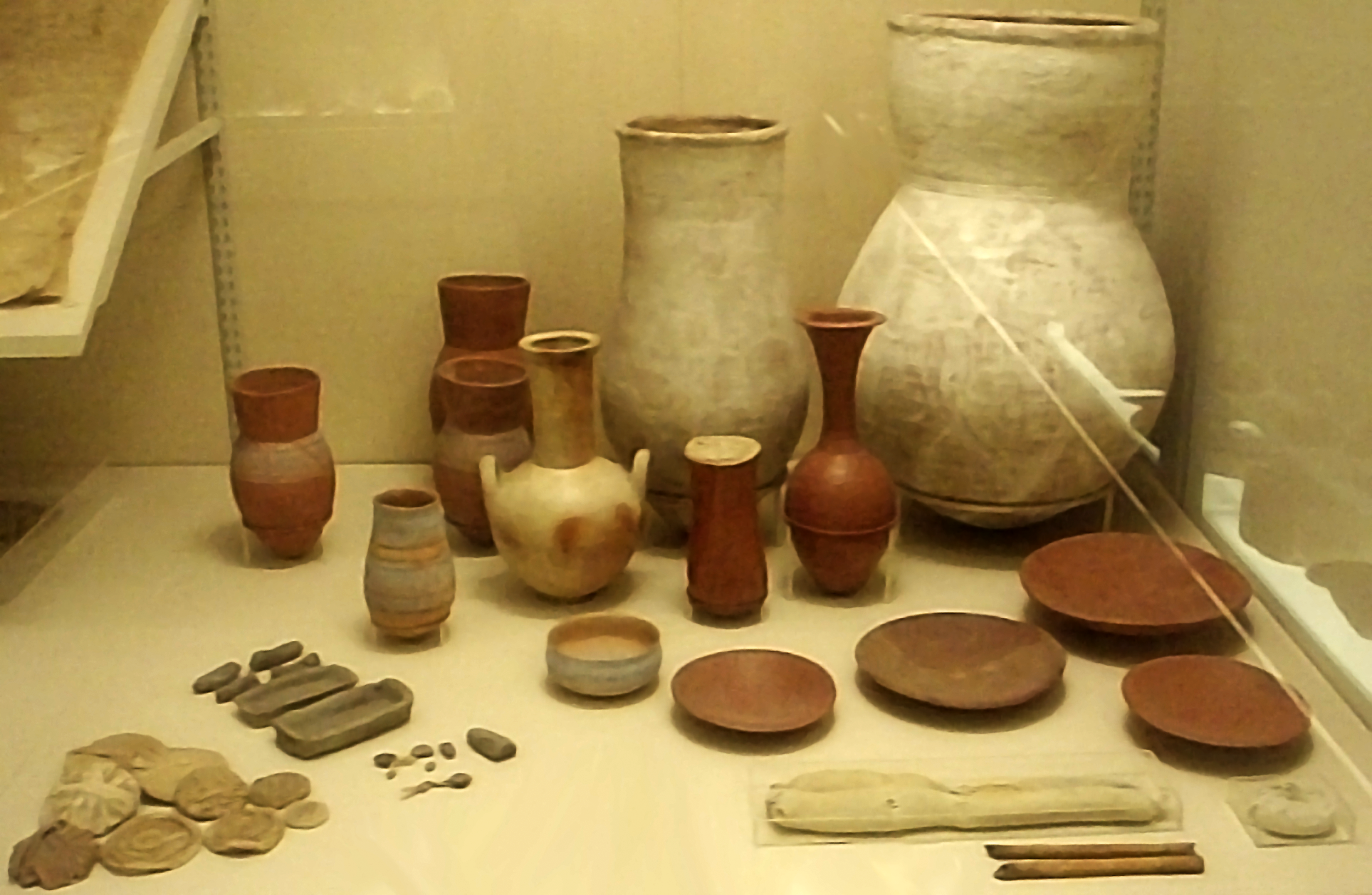
Töpferwaren
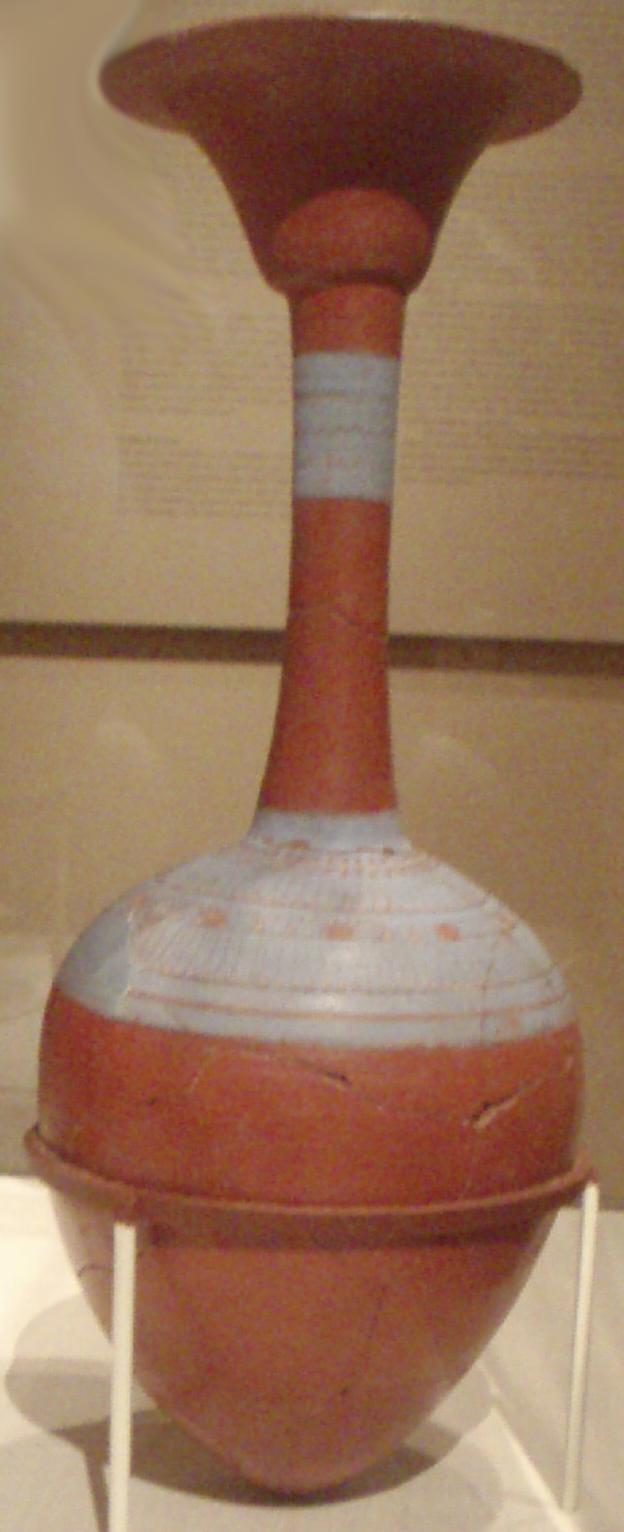
Langhalsflasche